# الفرقة الأمنية 444 (الفيرماخت)
الفرقة الأمنية 444 (444. Sicherungs-Division) فرقة أمنية في الفيرماخت لألمانيا النازية. تم نشر الوحدة في المناطق التي تحتلها ألمانيا في الاتحاد السوفياتي، في المنطقة الخلفية لمجموعة الجيوش الجنوبية.

## التاريخ العملياتي
تم تشكيل الفرقة في عام 1941، قبل الغزو الألماني للاتحاد السوفياتي، عملية بربروسا. وقد عملت في المناطق المحتلة في أوكرانيا وجنوب روسيا خلف الخطوط الأمامية لمجموعة الجيوش الجنوبية.  شملت واجباتها تأمين خطوط الاتصالات والإمداد، والاستغلال الاقتصادي، ومقاومة المقاتلين غير النظاميين (البارتيزان) في المناطق الخلفية للفيرماخت. 
وشاركت الفرقة، إلى جانب قوات الأمن والشرطة الأخرى في الأراضي المحتلة، في جرائم الحرب ضد أسرى الحرب والسكان المدنيين. خضعت الفرقة لكارل فون روكيس، قائد المنطقة الخلفية لمجموعة الجيوش الجنوبية. وعلى غرار الفرقة الأمنية 454، اتخذت «إجراءات تطهير» في المناطق التي ادعى السكان المحليون أنها تأوي «بارتزيان» (استخدم مصطلح «بارتزيان» بالتبادل مع «البلشفية» و «اليهودي» و «حرب العصابات»). 

### اقتباسات
1. ↑  Keller 2012.
2. ↑  Shepherd 2003.
3. ↑  Lower 2005.

- Keller، Bastian (2012). Der Ostfeldzug: Die Wehrmacht im Vernichtungskrieg: Planung, Kooperation, Verantwortung. Hamburg: Diplomica-Verlag. ISBN:978-3842882676. مؤرشف من الأصل في 2020-03-28.
- Lower، Wendy (2005). Nazi Empire-Building and the Holocaust in Ukraine. London and Chapel Hill: The University of North Carolina Press. ISBN:978-0-80782-960-8.
- Shepherd، Ben H. (2003). "The Continuum of Brutality: Wehrmacht Security Divisions in Central Russia, 1942". German History. ج. 21 ع. 1: 49–81. DOI:10.1191/0266355403gh274oa.